# 19915 Bochkarev
19915 Bochkarev este un asteroid din centura principală, descoperit pe 14 septembrie 1974, de Nikolai Cernîh.